# Алекс Болдин
Сашко Димитров Александров е български писател. Пише под псевдонима Алекс Болдин.

## Биография и творчество
Сашко Александров е роден на 17 септември 1948 г. във Враца. Живее в родния си град. По професия е електроинженер. Пише първия си разказ през 1973 г.
Автор е на единадесет сборника с разкази. Създател е на литературните сайтове „Български разкази“ и „Разказите“, в които е публикувана основната част от произведенията му. Негови разкази са публикувани и в българските литературни портали „ЛитерНет“ и „Буквите“, литературните сайтове –„Откровения“, „Хулите“, „Двуезична библиотека“, „Сандхи“, „Литературен свят“, „Книги-Нюз“, „Читанка“, както и в чикагския български електронен новинар „Eurochicago”.
Умира внезапно от инфаркт на 30 ноември 2017 г. в родния си град.

## Произведения

### Сборници с разкази
- „Мечтата на Моцарт“ (2002)
- „Океан от щастие“ (2003)
- „Нощен полет за Дакар“ (2005)
- „В тишината на есенната мъгла“ (2008)
- „Слънчогледи“ (2008) – изд. „Арт клуб Херос“ Стара Загора, предговор Камелия Мирчева, ISBN 978-954-351-019-1
- „Влак по терлици“ (2010)
- „Моят приятел от Бронкс“ (2011)
- „Песента на токачката“: разкази (2012) – изд. „Арт клуб Херос“ Стара Загора, ISBN 978-954-351-046-7 [3]
- „Холандският часовник“ (2012)
- „Спомени от края на света“ (2013)
- „Полетът на гълъба“ (2014)
- „Вратата на Акер“ (2016), ISBN 978-619-7335-00-2